# Trichopeltina labecula
Trichopeltina labecula är en svampart som först beskrevs av Jean François Montagne, och fick sitt nu gällande namn av Ferdinand Theissen 1914. Trichopeltina labecula ingår i släktet Trichopeltina och familjen Microthyriaceae.   Inga underarter finns listade i Catalogue of Life.